# Поморянський район
Поморянський район — колишній район Львівської області, центром якого було смт. Поморяни.

## Історія
7 квітня 1940 р. Дунаївський район перейменований у Поморянський (з перенесення районного центру з Дунаєва у Поморяни); тоді ж перечислено з Зборівського району Тарнопільської обл. до складу Поморянського району Львівської обл. населені пункти: Поморяни, Бубщани, Богутин, Нестюки, Торгів і Махнівці.
Район існував у 1940–25.09.1958 рр., аж поки його територія не увійшла до складу Золочівського району. 
У 1949 році у район вперше надійшли комбайни для потреб сільськогосподарських підприємств.

## Поморянський райкомКП(б)У
Одразу після приєднання території Західної України до складу УРСР почалося формування комуністичних структур. Зокрема у січні 1940 року було створено Поморянський райком КП(б)У, однак у червні 1941 року він призупинив свою діяльність поновивши її у червні 1944 року. У жовтні 1952 року перейменований на Поморянський райком КПУ. Ліквідований у травні 1959 р. після ліквідації Поморянського району, територія якого відійшла до Золочівського району. Райком складався з наступних підрозділів: Бюро (загальний відділ), організаційно-інструкторський відділ (з 1949 р. — відділ партійних, профспілкових та комсомольських організацій), сектор партійної статистики, відділ пропаганди й агітації, сільськогосподарський відділ, військовий відділ, відділ по роботі серед жінок, відділ кадрів.

## У роки II Світової війни
У роки II Світової війни на території Поморян розташовувалось гетто в якому перебувало 1200 євреїв. Майже всі вони були знищені протягом 1941–1943 рр у Золочеві та Зборові.

## Радянські репресії
У 1939–1941 рр начальником районного відділу НКВД був В. І. Коломійчук.

## ДіяльністьОУНтаУПА
У роки II світової війни у Поморянах було створено підпільну підстаршинську школу, яка готувала молодших командирів. Її очолював поручик Василь Івахів — Сонар, Сом. Восени 1942 р. з найбільш підготовлених бійців самооборони Провід ОУН-Б утворив «Першу сотню УПА» з поручиком Іваном Перегійняком на чолі.
Після того, як територія району перейшла під контроль радянських військ наприкінці літа і восени 1944 року ОУНівці здійснювали нальоти на військкомати, райкоми та інші установи, а також здійснювали терористичні акти, які були частими. 13 серпня оунівці розпустили 20 сільських рад з 28, які були створені в Поморянському районі Львівської області.

## Структура ОУН
До кінця 1944 р. структура Організації Українських Націоналістів у Галичині базувалася на адміністративно-територіальному поділі довоєнної Польщі. Зокрема Поморяни належали до Зборівського повіту Тернопільської області ОУН. У листопаді 1944 року було прийнято рішення про реорганізацію, одним із ключових положень якої було достосування адміністративно-територіального устрою ОУН до радянського (очевидно, з деякими відмінностями відповідно до потреб підпілля). Зокрема весною 1945 року Поморянський район увійшов до Перемишлянського надрайону. 

Поморянський район очолював «Стяг» (Павло Ільчишин), організаційним референтом був «Свист»-«Бодай»-«Сурмач» Богдан Пилипчук), референтом СБ — «Бурлака» (Володимир Дашкевич), а також референт пропаганди. У Поморянському районі діяло 3 кущі ОУН. У 1947 році Поморянський район увійшов до Золочівського надрайону Золочівської округи, у складі якого перебував аж до загибелі останнього районного провідника Поморянщини «Михася»-«Міська»-«Ворона» (Павло Сеньків).

## Релігійне життя
Релігійне життя на території району ніколи не припинялось попри переслідування, тут діяли як підпільні структури УГКЦ, так і інших релігійних конфесій. Зокрема у 1957 році у селах Ремезівці та Шпилокоси діяли громади Євангельських християн-баптистів.